# تایم وارنر کیبل
تایم مارنر کیبل (انگلیسی: Time Warner Cable) شرکت مخابرات و رسانه‌های گروهی آمریکایی است، که در زمینه ارائه خدمات تلویزیون کابلی، خدمات اینترنت، صدا روی پروتکل اینترنت و خطوط تلفن ثابت فعالیت می‌نماید.
شرکت در سال ۱۹۷۳ از ادغام بخش شبکه‌های تلویزیونی شرکت تایم، با بخش ارائه خدمات اینترنت شرکت ارتباطات وارنر راه‌اندازی شد و در حال حاضر پس از شرکت کامکست، دومین ارائه‌دهنده خدمات تلویزیون کابلی در ایالات متحده آمریکا می‌باشد.
دفتر مرکزی این شرکت در ساختمان تایم وارنر سنتر شهر نیویورک، ایالات متحده آمریکا قرار دارد و سهام آن در بازار بورس نیویورک معامله می‌شود.